# Ophrys speculum
Ophrys speculum är en orkidéart som beskrevs av Heinrich Friedrich Link. Ophrys speculum ingår i ofryssläktet, och familjen orkidéer.

## Underarter
Arten delas in i följande underarter:
- O. s. lusitanica

Synonymer: Ophrys ciliata subsp. lusitanica, Ophrys lusitanica (O.Danesch & E.Danesch) Paulus & Gack, Ophrys vernixia Brot., Ophrys vernixia subsp. lusitanica.
- O. s. regis-ferdinandii

Synonymer: Ophrys ciliata subsp. regis-ferdinandii, Ophrys regis-ferdinandii (Acht. & Kellerer ex Renz) Buttler, Ophrys speculum f. regis-ferdinandii, Ophrys vernixia subsp. regis-ferdinandii.
- O. s. speculum

Synonymer: Ophrys ciliata Biv., Ophrys ciliata var. orientalis, Ophrys ciliata subsp. orientalis, Ophrys eos Devillers & Devillers-Tersch., Ophrys scolopax Willd., Ophrys speculum var. lutescens, Ophrys speculum subsp. orientalis, Ophrys speculum var. orientalis, Ophrys vernixia subsp. ciliata, Ophrys vernixia subsp. orientalis.

## Bildgalleri

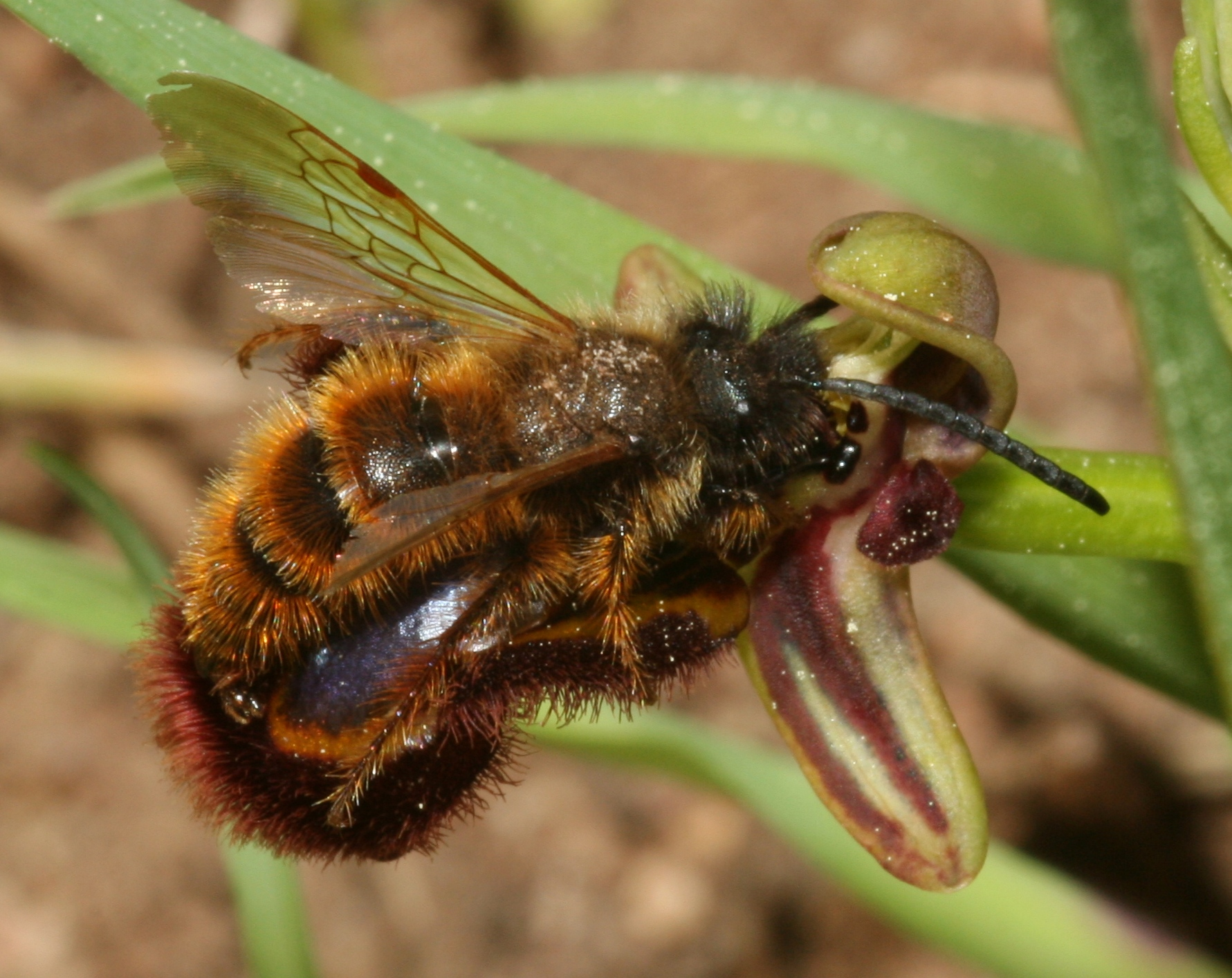
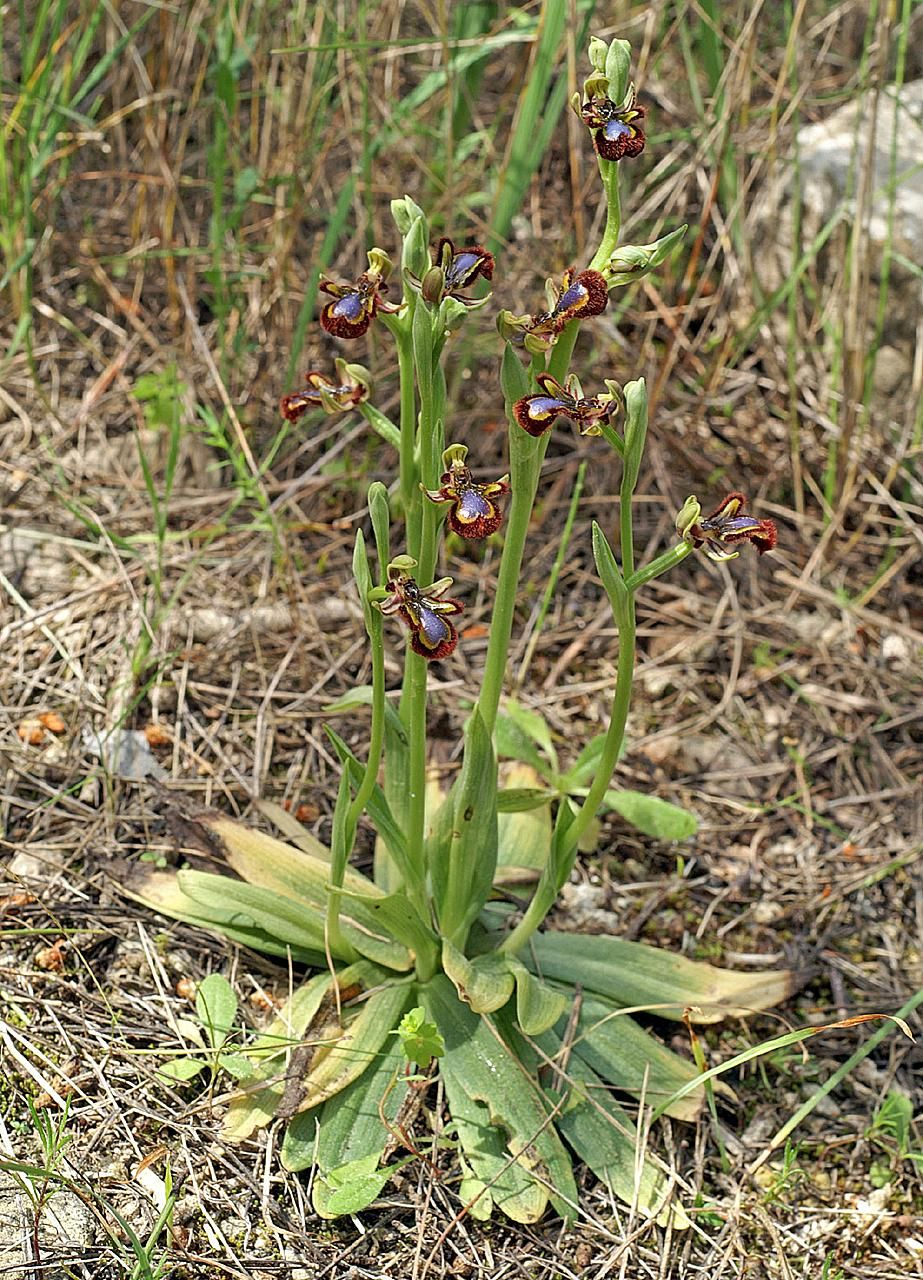
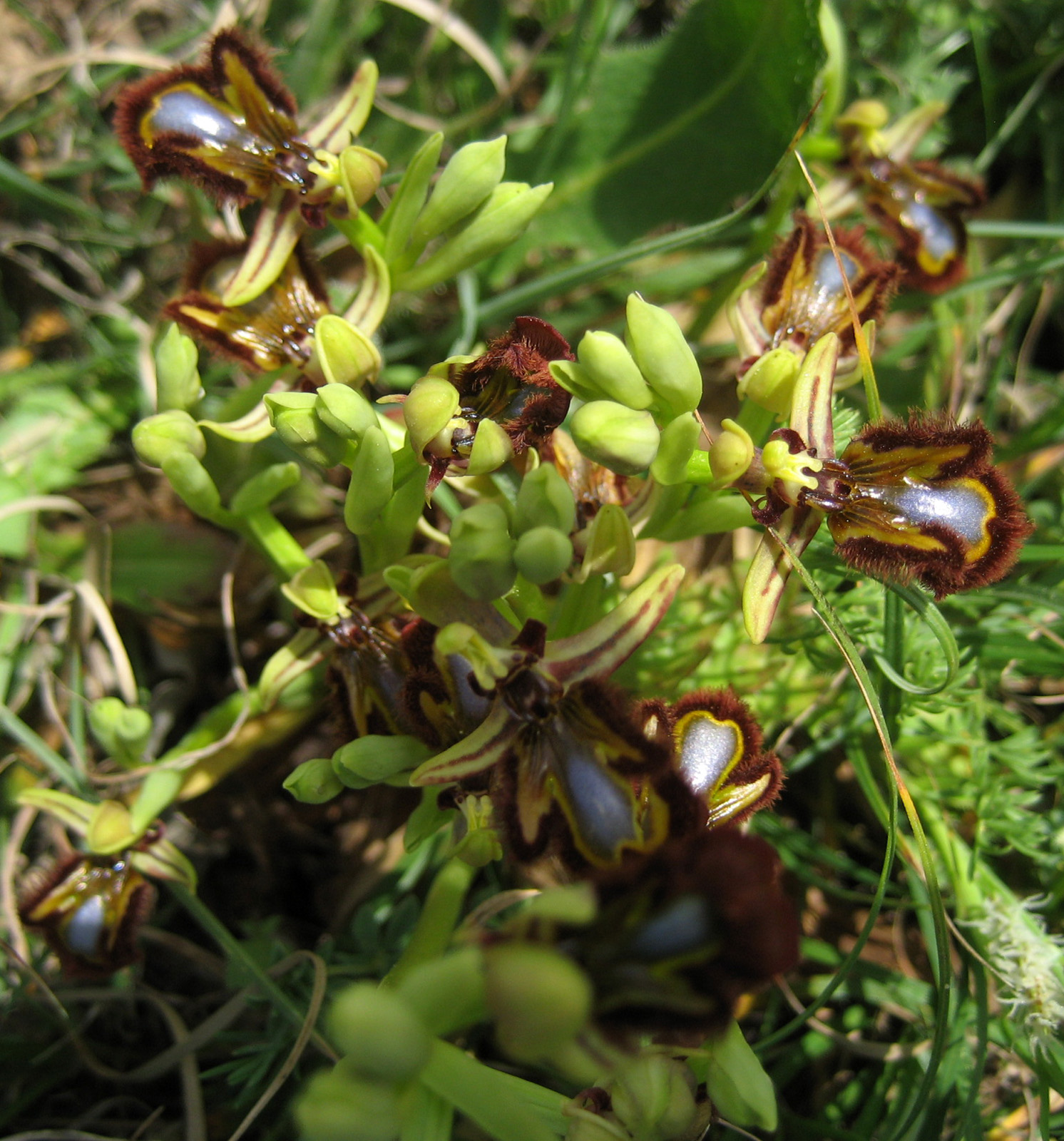
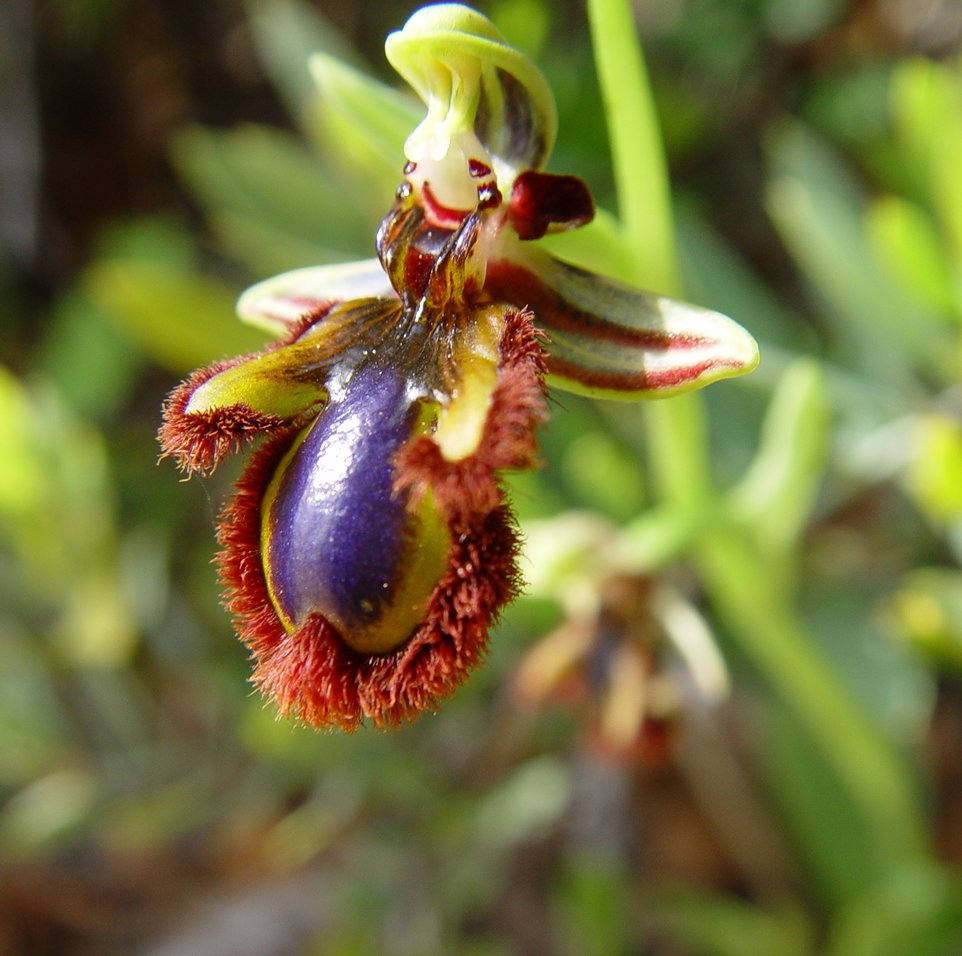
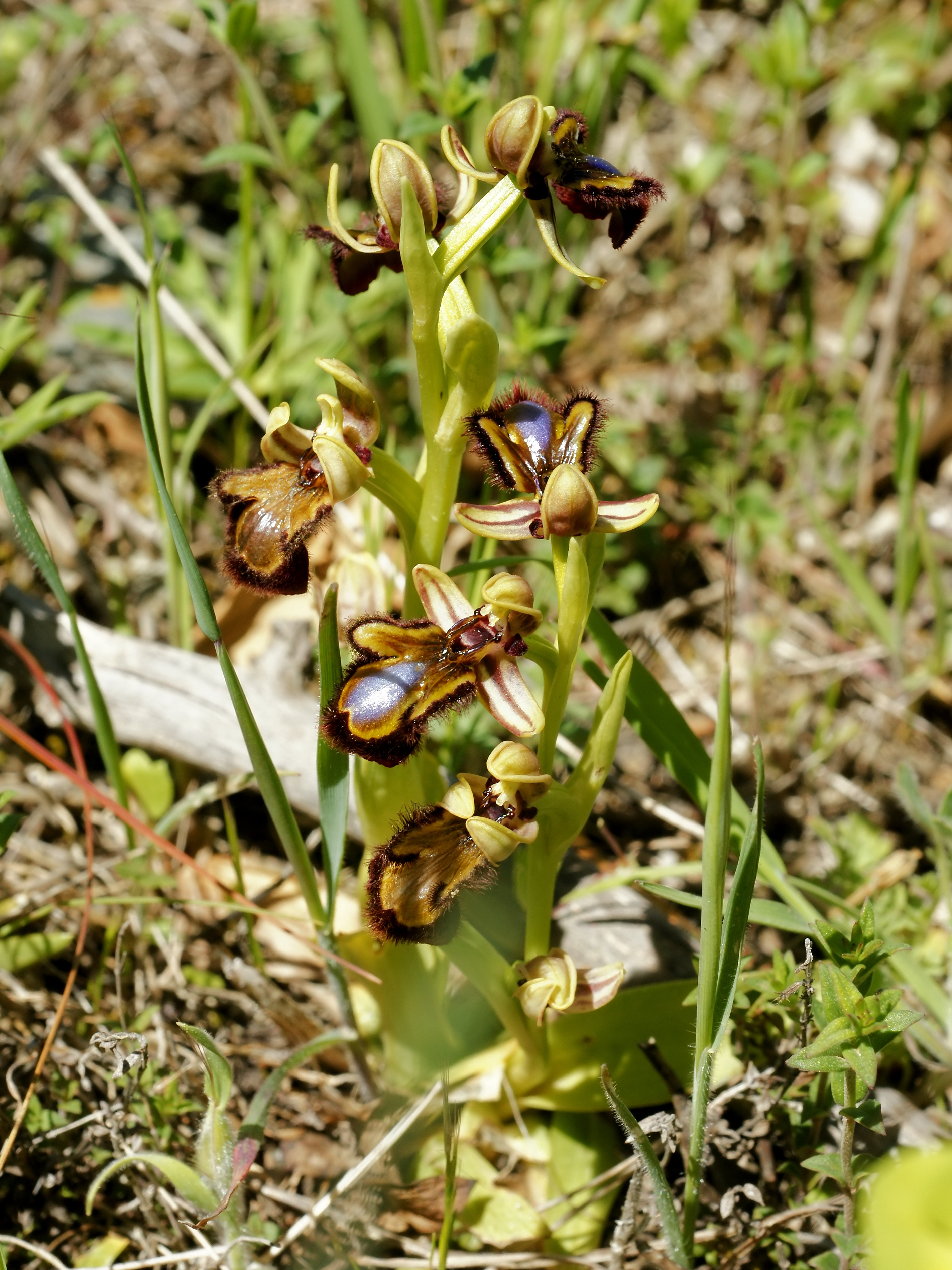
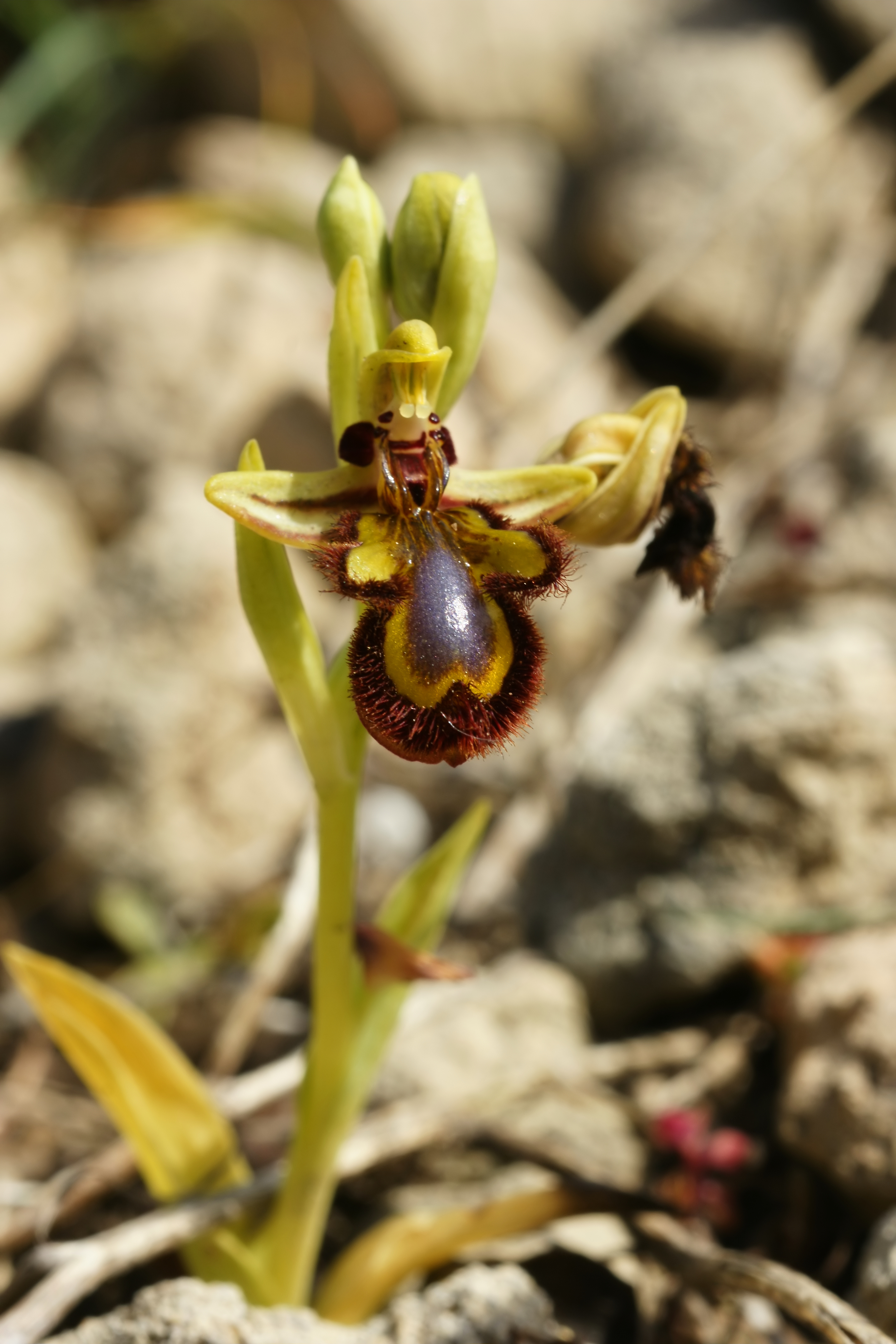